# Bój pod Nową Rudą

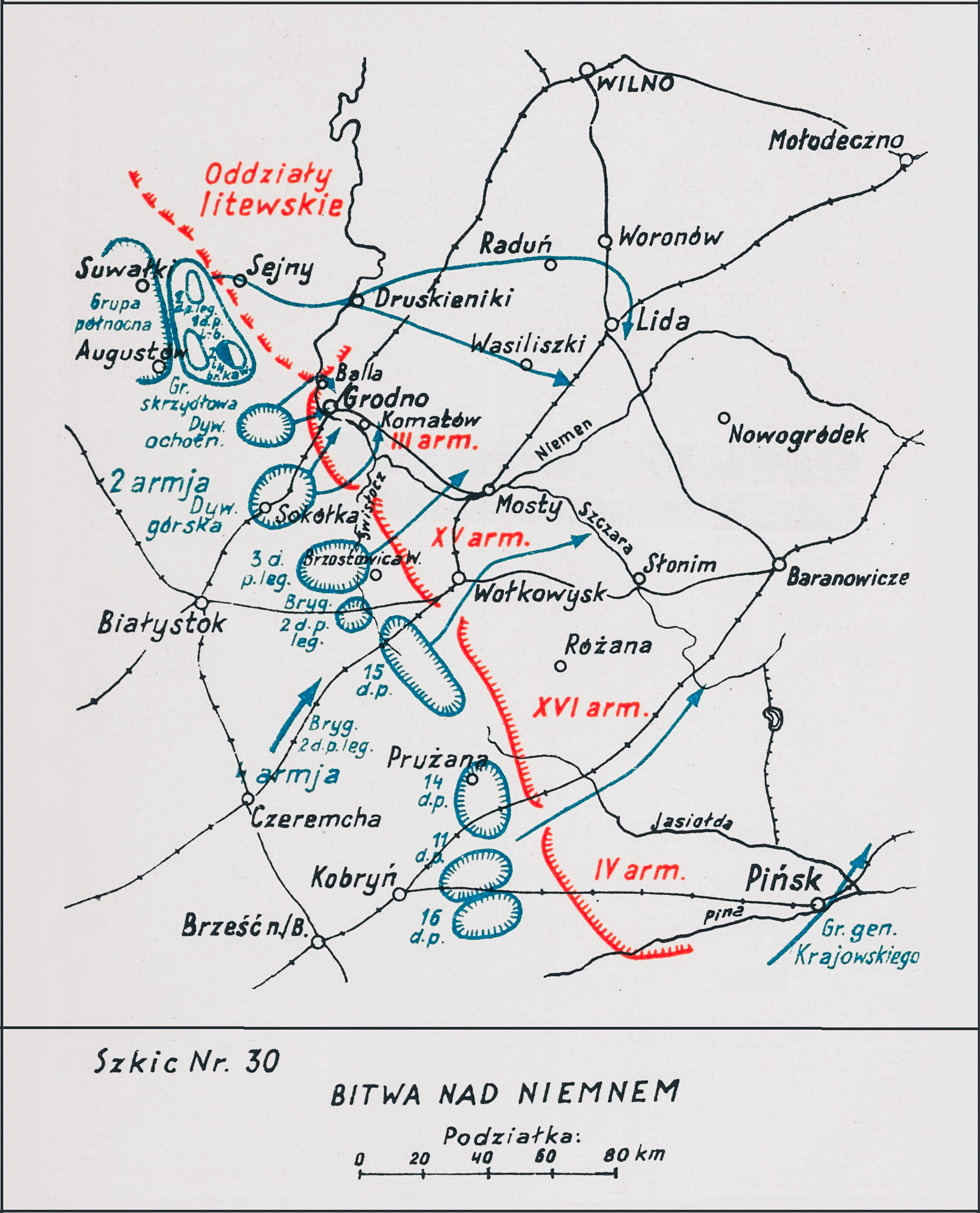
Adam Przybylski
Wojna Polska 1918–1921

Bój pod Nową Rudą – część operacji niemeńskiej; walki Grodzieńskiego pułku strzelców z sowiecką 63 Brygadą Strzelców w czasie ofensywy jesiennej wojsk polskich w okresie wojny polsko-bolszewickiej.

## Sytuacja ogólna
Realizując w drugiej połowie sierpnia 1920 operację warszawską, wojska polskie powstrzymały armie Frontu Zachodniego Michaiła Tuchaczewskiego. 1 Armia gen. Franciszka Latinika zatrzymała sowieckie natarcie na przedmościu warszawskim, 5 Armia gen. Władysława Sikorskiego podjęła działania ofensywne nad Wkrą, a ostateczny cios sowieckim armiom zadał marszałek Józef Piłsudski, wyprowadzając uderzenie znad Wieprza. Zmieniło to radykalnie losy wojny. Od tego momentu Wojsko Polskie było w permanentnej ofensywie.
Po wielkiej bitwie nad Wisłą północny odcinek frontu polsko-sowieckiego zatrzymał się na zachód od linii Niemen – Szczara. Na froncie panował względny spokój, a obie strony reorganizowały swoje oddziały. Wojska Frontu Zachodniego odtworzyły ciągłą linię frontu już 27 sierpnia. Obsadziły one rubież Dąbrówka – Odelsk – Krynki – Grodno – Grodek – Kamieniec Litewski. Stąd Tuchaczewski zamierzał przeprowadzić koncentryczne natarcie na Białystok i Brześć, by dalej ruszyć na Lublin. Uderzenie pomocnicze na południu miała wykonać między innymi 1 Armia Konna Siemiona Budionnego.
Reorganizując siły, Naczelne Dowództwo Wojska Polskiego zlikwidowało dowództwa frontów i rozformowało 1. i 5. Armię. Na froncie przeciwsowieckim rozwinięte zostały 2., 3., 4. i 6. Armia.
10 września, na odprawie w Brześciu ścisłych dowództw 2 i 4 Armii, Józef Piłsudski nakreślił zarys planu nowej bitwy z wojskami Frontu Zachodniego. Rozpoczęły się prace sztabowe nad planem bitwy niemeńskiej. Pomyślana ona była jako pewna kontynuacja operacji warszawskiej, przy założeniu, że jej celem będzie ostateczne rozgromienie wojsk rosyjskiego Frontu Zachodniego.
Myślą przewodnią było związanie głównych sił przeciwnika w centrum poprzez natarcie w kierunku na Grodno i Wołkowysk. Jednocześnie północna grupa uderzeniowa, skoncentrowana na lewym skrzydle 2 Armii, miała szybkim marszem przeciąć skrawek terytorium litewskiego i wyjść na głębokie tyły oddziałów Armii Czerwonej, zaangażowanych w bój o Grodno i Wołkowysk.
Po uchwyceniu przepraw na Niemnie przez północną grupę uderzeniową w Druskienikach i ześrodkowaniu wojsk w rejonie Bastuny – Marcińkańce, 24 września 1 Dywizja Litewsko-Białoruska ruszyła w kierunku Porzecza

## Walki pod Nową Rudą
Po zdobyciu stacji Porzecze 1 Dywizja Litewsko-Białoruska rozdzieliła się na dwie kolumny: I Brygada L-B kontynuowała marsz w kierunku wschodnim, a II Brygada skierowała się na południowy wschód z Zapurza przez Hłuszniewo – Nową Rudę na Jeziory, z zadaniem obejścia od północy broniących się w Grodnie oddziałów sowieckiej 3 Armii Władimira Łazariewicza.
Dowódca II Brygady płk. Kazimierz Rybicki ugrupował swoją kolumnę w sposób następujący: w pierwszym rzucie pułk grodzieński, ubezpieczający się od czoła swoim I batalionem; za nim maszerował pułk nowogródzki, z III dywizjonem litewsko-białoruskiego pułku artylerii polowej, a szwadron ułanów grodzieńskich osłaniał prawe skrzydło brygady.
25 września II Brygada Litewsko-Białoruska natknęła się pod Nową Rudą na spieszącą z pomocą załodze Grodna sowiecką 63 Brygadę Strzelców i dywizyjny 21 pułk kawalerii.
I batalion przyjął ugrupowanie bojowe, uderzył na przeciwnika i początkowo odnosił sukcesy w walce. Jednak zupełna nieznajomość topografii terenu i ciemna noc spowodowały, że sowiecki kontratak zepchnął polskie kompanie w nadbrzeżne szuwary jeziora Kalnica. Teren nie sprzyjał także atakującym i tym sposobem polski batalion uniknął zagłady. Zdezorientowana 63 Brygada Strzelców skierowała się na północ.
Dowódca II batalionu pułku grodzieńskiego błędnie ocenił, że I batalion został zniszczony, rozwinął się jednak w tyralierę i wspierany ogniem III dywizjonu artylerii zaatakował wioskę. Posiadający przewagę liczebną Sowieci odparli atak i uderzyli z całą mocą na II batalion, który znalazł się w sytuacji krytycznej.
W tym momencie – z szuwarów – na sowieckie skrzydło i tyły uderzył I batalion. Po kilkugodzinnej walce toczonej „na bagnety” Sowieci atakowani z kilku stron wycofali się w nieładzie w okoliczne lasy.

## Bilans walk
Zwycięstwo pod Nową Rudą Polacy okupili stratą dwudziestu poległych i około sześćdziesięciu rannych. Straty sowieckie to około dwustu poległych i rannych oraz trzystu jeńców.